# Llar Natzaret (Amposta)
La Llar Natzaret és una llar d'infants d'Amposta inclosa a l'Inventari del Patrimoni Arquitectònic de Catalunya.

## Descripció
El recinte és envoltat, a la façana principal, per un mur de maçoneria d'un metre amb acabats amb teula àrab. La porta central, amb reixat de ferro, està feta a banda i banda per pilars de totxo vist amb teulada a quatre vessants, també amb teula àrab i acabat amb ornaments a manera de pinyes.

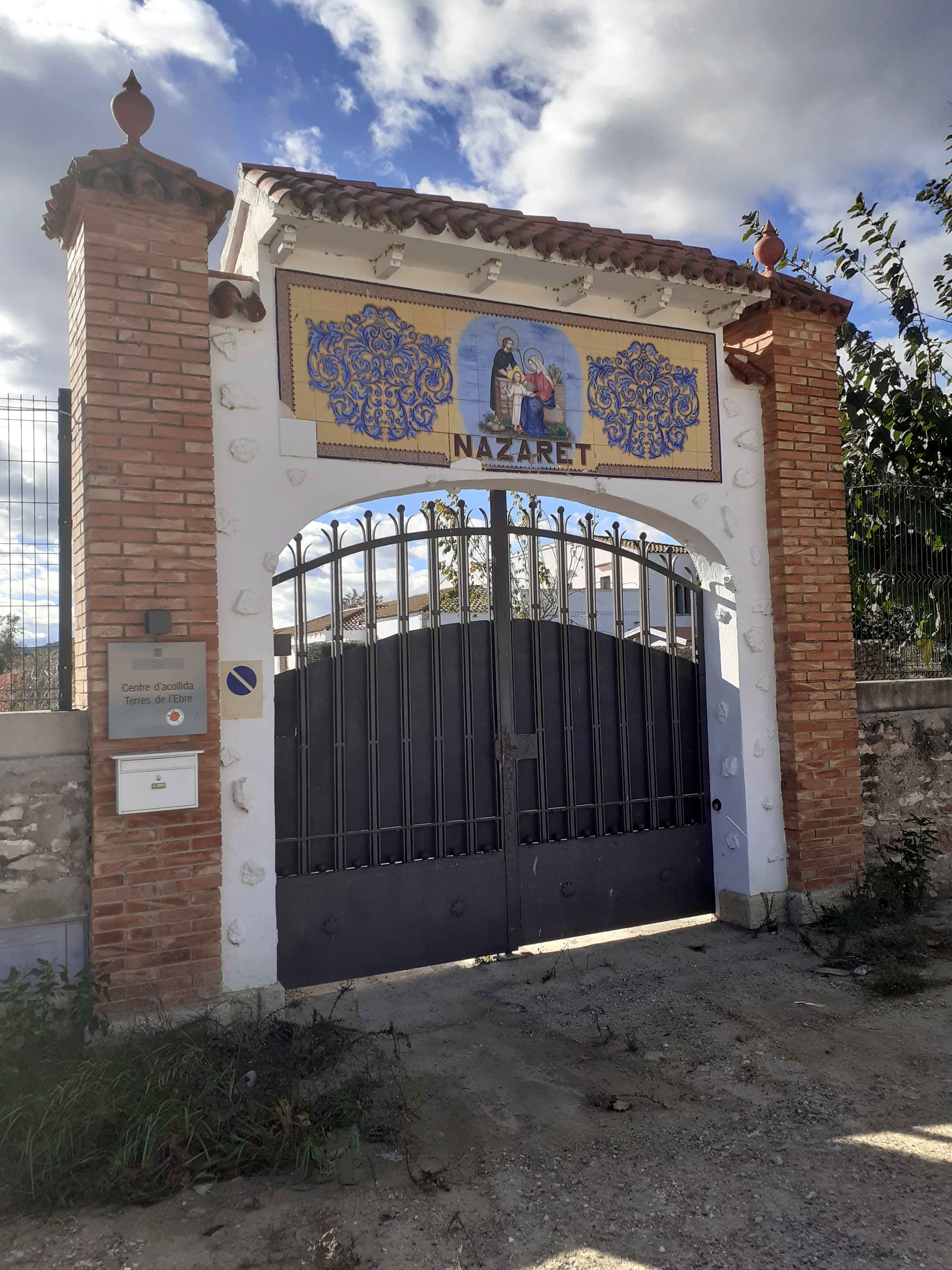
Portal d'entrada al recinte

A la part central del mur de maçoneria, té una obertura en forma d'arc rebaixat i a sobre d'un plafó de rajola amb decoració floral a tots dos costats, amb una escena de la verge, Sant Josep i el nen Jesús. Sota d'ells es pot llegir "NAZARET". A sobre, hi ha un petit ràfec a dos vessants, amb teules àrabs.
L'edifici en si és una mostra d'art eclèctic: la façana principal en direcció est té un pòrtic a base d'obertures quadrades sostingudes per pilars de pedra tallada, sobrealçat del terra mitjançant unes escales i teulada a tres vessants amb cornisa realçada amb motllures verticals. Els vèrtex de la teulada porten guarniments a manera de pinya.
L'edifici és de forma rectangular. S'hi accedeix per una porta central amb muntants de carreus de pedra a un gran rebedor fet amb forma de cúpula piramidal de vidre, amb un penell a la part superior. Al darrere hi ha adossat un edifici de les mateixes característiques però de dos pisos.
Les façanes són un sòcol de grans carreus de pedra i pugen fets amb obra vista, teulades a quatre vessants, de teula àrab i amb ornaments als vèrtex.
A l'extrem nord-est s'aixeca una torre, d'obra vista, a la part superior de la qual s'obren a cada costat espais amb arc de mig punt. Coronat per la teulada a quatre vessants i decoració. Totes les finestres són quadrades amb muntants i llinda de pedra a excepció de les de la façana sud-est (capella) que formen un seguit d'arcs de mig punt amb muntants de pedra.

## Història
Obra del segle xx, va ser feta per al Patronat de Nazaret, en un principi com a llar de jubilats. Als anys 70 es paralitzaren les obres i finalment es destinà a llar d'infants i posteriorment com a espai de menors tutelats.